# Anders Peter Nielsen
Anders Peter Nielsen (født 25. maj 1867 i Framlev, død 16. april 1950 i København) var en dansk konkurrenceskytte og OL-medaljetager. Han deltog i de olympiske lege fire gange, og ved legene i Paris 1900 vandt han tre sølvmedaljer i riffeldisciplinerne. Han er dermed sammen med svømmeren Karen Margrethe Harup den mest vindende dansker ved et enkelt OL. 

## Skydekarriere
Anders Peter Nielsen var medlem af Århus Amts Skytteforening og SS Valby i København.
Han deltog første gang i OL i 1900 i Paris, hvor han stillede op i fire individuelle konkurrencer og én holdkonkurrence i fri riffelskydning. Disse konkurrencer hørte sammen, så der blev skudt både liggende, knælende og stående, der hver udgjorde en separat konkurrence, samt en samlet konkurrence; lande, der deltog med fem skytter, konkurrerede også i holdkonkurrencen. OL-konkurrencerne talte desuden ved dette OL som verdensmesterskaber. Anders Peter Nielsen opnåede 330 point i liggende skydning, hvilket kun blev overgået af franske Achille Paroche med 332 point, mens norske Ole Østmo med 329 point blev nummer tre. I knælende skydning opnåede Nielsen 314 point, hvilket kun blev overgået af schweiziske Konrad Stäheli med 324 point, mens en anden schweizer, Emil Kellenberger, lige som Nielsen opnåed 314 point, og de to delte dermed andenpladsen. Stående skydning blev Anders Peter Nielsens dårligste disciplin, hvor han med 277 point måtte nøjes med en delt 11. plads; her vandt hans landsmand, Lars Jørgen Madsen med 305 point. I den samlede individuelle konkurrence fik Anders Peter Nielsen dermed 921 point, hvilket også her gav ham en andenplads; schweizeren Emil Kellenberger var bedst med 930 point, mens norske Ole Østmo blev nummer tre med 917 point. I holdkonkurrencen blev Danmark med Nielsen og Lars Jørgen Madsen i spidsen nummer fire; de øvrige skytter på holdet var Viggo Jensen, Lauritz Kjær og Axel Kristensen.
Ved OL 1912 i Stockholm deltog han i 50 m fripistol, hvor han blev nummer 50, samt i fri riffelkonkurrencen (der var nu kun én konkurrence), hvor han blev nummer 47.
Han deltog igen i OL 1920 i Antwerpen, hvor han stillede op i 300 m militærriffel og i 50 m smalløbet riffel, begge dele stående både individuelt og for hold. I den individuelle militærriffelkonkurrence blev han delt nummer syv med 53 point, mens han på det danske hold sammen med Lars Jørgen Madsen, Erik Sætter-Lassen, Anders Petersen og Niels Larsen med i alt 266 point vandt en sikker guldmedalje foran USA og Sverige, der blev delt nummer to med 255 point. Anders Peter Nielsen er med sine nu 57 år fortsat den ældste danske OL-guldmedaljeviner. I den individuelle smalløbede riffelkonkurrence var det kun de tre medaljevindere, der fik registreret placeringer, mens Danmark med Nielsen på holdet blev nummer fire i holdkonkurrencen.
Hans sidste OL blev i 1924 i Paris, hvor han stillede op i fririffel 600 m individuelt, hvor han blev delt nummer 24, samt 400, 600 og 800 m for hold, hvor han var med til at blive nummer seks. Endelig deltog han individuelt i smalløbet riffel på 50 m, liggende, hvor han med 393 point blev delt nummer fire (blandt andet sammen med landsmanden Erik Sætter-Lassen); i denne konkurrence stillede også hans søn, Arne Nielsen op og blev en delt nummer 12 med 389 point. Det er eneste gang, en dansk far og søn har kæmpet mod hinanden til et OL. Ved  legene i Seoul 1988 deltog Paul Elvstrøm i den tornadobådklassen sammen med sin datter, Trine Elvstrøm.

## OL-medaljer
- 1920 Riffelskydning, Hold, 300 m fri riffel, stående
- 1900 Riffelskydning, 300 m, 3 positioner
- 1900 Riffelskydning, 300 m, knælende
- 1900 Riffelskydning, 300 m, liggende